# Albus Dumbledore
Albus Percival Wulfric Brian Dumbledore (1881.- 1997.), izmišljeni lik iz romana o Harryju Potteru autorice J. K. Rowling.
Dumbledore je bio ravnatelj škole vještičarenja i čarobnjaštva Hogwarts od 1956. i smatran je jednim od najmoćnijih čarobnjaka na svijetu. Pomalo je luckast, ali ujedno i vrlo moćan te sliči tipičnim dobrim čarobnjacima kao što su Merlin i Gandalf. Suosjeća s Harryjem Potterom i pomalo mu gleda kroz prste. On je jedini čarobnjak kojeg se Lord Voldemort ikad bojao.
Dumbledore je visok i mršav čovjek s dugom kosom i bradom. Ima plave oči i veoma dug i kukasti nos (koji izgleda kao da je najmanje dvaput slomljen). Nosi naočale u obliku polumjeseca. Obično je odjeven u veličanstvene pelerine. Tvrdi da ima ožiljak iznad lijevog koljena u obliku savršene karte londonske podzemne željeznice.
Na Dumbledoreovoj karti iz čokoladnih žaba piše da voli komornu glazbu i kuglanje. Karta otkriva i da voli magične i nemagične slatkiše. Tako često za lozinke na ulazu u svoj kabinet određuje imena različitih slatkiša. U Harryju Potteru i Kamenu mudraca rekao je profesorici McGonagall da posebno voli limunov šerbet. Ne voli grah sveokusnjak Bertieja Botta zato što je jednom naišao na okus bljuvotine.
U filmskim verzijama Harryja Pottera i Kamena mudraca (2001.) i Harryja Potteru i Odaji tajni Dumbledorea je glumio Richard Harris koji je preminuo 2002. U Harryju Potteru i Zatočeniku Azkabana (2004.), Harryju Potteru i Plamenom Peharu (2005.), Harryju Potteru i Redu feniksa (2007.), Harryju Potteru i Princu miješane krvi (2009.), Harryju Potteru i Darovima smrti 1. dio (2010.) te Harryju Potteru i Darovima smrti 2. dio (2011.) Dumbledorea je glumio Michael Gambon.

## Rani život
Albus Dumbledore rođen je kao najstariji sin Kendre i Percivala Dumbledorea. Njegov otac je odveden u Azkaban zbog napada na bezjake. Percival je napao bezjake zato što su teško povrijedili Arianu Dumbledore, Albusovu sestru. Albus Dumbledore dolazi u Hogwarts i sprijateljuje se s Elphiasom Dodgeom, ocem Dedalusa Dodgea. Dumbledore završava školu kao glavni prefekt, dobitnik Barnabus Finkleyeve nagrade za iznimno čarobiranje, mladi britanski veleposlanik pri Vijeću čarobnjaka, i mnogih drugih nagrada. 
Dan pred polazak u Grčku s Dodgeom, njegova majka Kendra umire ostavljajući Dumbledoreu brigu o Ariani i Aberfothu. To ljeto upoznao je Gellerta Grindelwaldena kojeg će kasnije (1945.) pobijediti u slavnom dvoboju. Za vrijeme jedne svađe s Grindelwaldom, Ariana umire zbog neutvrđenih razloga. Nagađa se da je umrla zbog loše upotrebe magije. Na pogrebu Ariane Dumbledore, Aberforth je slomio nos Albusu koji nije želio reagirati. 
Dok je 19. listopada 2007. govorila u Carnegie Hallu, J. K. Rowling jedan je mladi obožavatelj postavio pitanje je li Dumbledore ikada pronašao "pravu ljubav". Rowling je rekla da je Dumbledore homoseksualac te da se zaljubio u Grindelwalda koji mu nije uzvratio osjećaje. Ta je ljubav, rekla je, bila Dumbledoreova "najveća tragedija".

## Ostvarenja i vještine
Nakon tog razdoblja uslijedio je dvoboj s Grindelwaldom, kojeg je Dumbledore pobijedio i zarobio u Nurmengardu, zatvoru kojeg je baš Grindelwald izgradio. Zaposlio se u Hogwartsu kao predavač Preobrazbe. Postaje ravnatelj Hogwartsa, i tu je dužnost obnašao oko 35 godina.
Dumbledore je obnašao dužnosti Vrhovnog vješca Čarosudnog suda i poglavara Međunarodne udruge čarobnjaka. S tih su ga dužnosti zbacili tijekom njegove svađe s Ministrom Magije Corneliusom Fudgeom, ali vraćen je na dužnosti kad je Ministarstvo magije moralo priznati da su Dumbledoreova upozorenja o ponovnom jačanju Lorda Voldemorta bila točna. Tijekom života tri je puta odbijao funkciju Ministra magije. Odlikovan je i Merlinovim veleredom prve klase.
Dumbledore je poznat kao alkemičar koji je radio s Nicolasom Flamelom, jedinim poznatim tvorcem Kamena mudraca. Otkrio je i dvanaest načina upotrebe zmajske krvi. Može stvoriti i Granu Gubratha (magični vječni plamen), a njegov je patronus u obliku feniksa. 
Razvio je metodu slanja poruka uz pomoć patronusa čemu je poučio samo članove Reda Feniksa. Tvrdio je da može postati nevidljiv bez plašta nevidljivosti, a postoje i naznake da je vidio kroz plašteve nevidjivosti. Dumbledore je veoma vješt u oklumenciji i legilimenciji. Dumbledore veliku pažnju posvećuje sjećanjima; koristi ih i kao oružje i kao sredstvo istrage. U Harryju Potteru i Princu miješane krvi koristi sito sjećanja kako bi Harryju pokazao sjećanja mnogih osoba o prošlosti Toma Riddlea, ali i o događajima koji su doveli do stvaranja horkruksa.
Govori vodenjezik, jezik Vodenljudi (HP4), ali i mnoge druge jezike. Ne razumije parselski, jezik zmija, jer je Harryju, dok su gledali jedno sjećanje, otvoreno rekao da ne razumije Morfina Gaunta dok je govorio parselski. (HP6).

## Dumbledore i Lord Voldemort
Jedan od Dumbledoreovih zadataka kao učitelja u Hogwartsu bilo je pronalaženje Toma Riddlea. Riddle je živio u bezjačkom sirotištu i, iako je otkrio neke svoje nadnaravne sposobnosti, nije znao da mu je majka bila vještica. Čak i u toj ranoj dobi, Dumbledore je bio zabrinut zbog Riddleova karaktera pa je zato posebno pratio njegov napredak tijekom školovanja. Riddle se pokušao zaposliti kao profesor Obrane od mračnih sila, ali tadašnji ravnatelj, Armando Dippet, odbio je Riddleov zahtjev i savjetovao ga da se ponovno prijavi za posao za nekoliko godina.
Sybill Trelawney upravo je pred Dumbledoreom izrekla proročanstvo o Voldemortovu padu. Proročanstvo je načuo Severus Snape koji je kasnije ono što je čuo ispričao Voldemortu. Snapea je u prisluškivanju otkrio Aberforth, pipničar u Veprovoj glavi, koji ga je izbacio iz gostionice. Voldemort je protumačio da se proročanstvo odnosi na Harryja što je dovelo do smrti Harryjevih roditelja, Jamesa i Lily dok je pokušavao ubiti Harryja.
Dumbledore se neumorno borio protiv svojeg bivšeg učenika uz pomoć Reda feniksa. Kad su Harryjevi roditelji ubijeni, Dumbledore je odlučio smjestiti Harryja u dom njegove tete i tetka, Petunije i Vernona Dursley. Znao je da će Harry biti zaštićen posebnom magijom, koju je oslobodila žrtva njegove majke, kad aktivira krvnu vezu koju je zapečatila Petunia Dursley kad je primila Harryja u svoj dom.
Dumbledore dolazi do važnog otkrića da Voldemort pokušava postati besmrtan stvarajući horkrukse. Jedan je od horkruksa i dnevnik Toma Riddlea kojeg je Harry uništio u Harryju Potteru i Odaji tajni. Kasnije Dumbledore uništava drugi horkruks, prsten koji je naslijeđe Voldemortove obitelji.
Kroz serijal Dumbledore je portretiran kao čarobnjak moderna svjetonazora, s revolucionarnim idejama o "čistoći krvi" i pravima bezjaka, poluljudi i neljudi. Dumbledore ne pridaje posebnu važnost tzv. "čistoći krvi" i vjeruje da osobnost odražavaju odluke pojedinca, a ne čistoća njegove krvi i predci. Za razliku od većine čarobnjaka, Dumbledore se ne boji izgovoriti ime Lorda Voldemorta.

## Smrt
Dumbledoreova je smrt prvi put nagoviještena na početku Harryja Pottera i Princa miješane krvi kad se pojavljuje s izgorenom rukom koja je rezultat njegovog nalaženja i uništavanja prstena koji je bio nasljeđe Voldemortova djeda Marvola Gaunta i koji je služio kao jedan od Voldemortovih horkruksa. Tijekom školske godine ruka nije pokazala nikakav znak oporavka.
Harry je u više navrata upozoravao Dumbledorea da Draco Malfoy radi za Voldemorta. Dumbledore je odbio poduzeti bilo kakve mjere protiv Draca i istovremeno je uvjeravao Harryja da on već zna više o tome što se događa od Harryja. Draco u dva navrata pokušava ubiti Dumbledorea, ali je oba puta umjesto Dumbledorea ozlijeđen učenik. U prvom ga pokušaju pokušava ubiti ukletom ogrlicom, a u drugom pokušaju bocom otrovane medovine.
Ipak, Malfoyev glavni plan uključuje korištenje čarobnog ormara koji se već nalazi u Hogwartsu da bi doveo smrtonoše u dvorac. Oni ulaze u dvorac dok Harry i Dumbledore nisu u školi i dok pokušavaju naći i uništiti još jedan horkruks. Dumbledore je oslabljen zbog ispijanja napitka ispod kojeg se horkruks nalazio. Pri povratku su Dumbledore i Harry usredotočeni na Tamni znamen koji lebdi iznad škole. Kad su došli do dvorca, Draco je razoružao Dumbledorea. Čini se da je Dumbledore predvidio mogući napad zato što je u djeliću sekunde prije nego što je napadnut paralizirao Harryja koji je postao tih i nevidljiv svjedok predstojećih događaja. Dok je razgovarao s Malfoyem, Dumbledore otkriva da je znao da on stoji iza dva pokušaja ubojstva. Malfoy shvaća da ne može ubiti Dumbledorea pa njegov zadatak preuzima Snape koji je obvezan štititi Malfoya i ubija Dumbledorea kletvom Avada Kedavra.
Na Dumbledoreov su pogreb došli učenici, učitelji, predstavnici Ministarstva magije, divovi, duhovi, kentauri, vodenljudi i ostali koji su ga cijenili. Pokopan je u bijeloj grobnici na rubu hogwartskog jezera i jedini je ravnatelj koji je pokopan na zemljištu škole. Nakon njegove smrti, Fawkes, Dumbledoreov feniks, misteriozno odlazi sa školskog posjeda. Dumbledoreov se portret pojavljuje u ravnateljevu uredu zajedno s portretima ostalih ravnatelja i ravnateljica Hogwartsa.
| Prethodnik:    | Zamjenik ravnatelja ? - 1956. | Nasljednik:        |
| Armando Dippet | Zamjenik ravnatelja ? - 1956. | Minerva McGonagall |

| Prethodnik:    | ravnatelj Hogwartsa prosinac 1956. - 30. lipnja 1997. | Nasljednik:   |
| Armando Dippet | ravnatelj Hogwartsa prosinac 1956. - 30. lipnja 1997. | Severus Snape |

| Prethodnik: | Profesor preobrazbe 1928. - prosinac 1956. | Nasljednik:        |
| nepoznat    | Profesor preobrazbe 1928. - prosinac 1956. | Minerva McGonagall |

| Prethodnik: | Predstojnik Gryffindora 1928. - prosinac 1956. | Nasljednik:        |
| nepoznat    | Predstojnik Gryffindora 1928. - prosinac 1956. | Minerva McGonagall |

| Prethodnik:  | Vlasnik Plašta nevidljivosti 1981. - 25. prosinca 1991. | Nasljednik:  |
| James Potter | Vlasnik Plašta nevidljivosti 1981. - 25. prosinca 1991. | Harry Potter |

| Prethodnik: | Vlasnik Kamena uskrsnuća 1996. - lipanj 1997. | Nasljednik:                             |
| Tom Riddle  | Vlasnik Kamena uskrsnuća 1996. - lipanj 1997. | Ministarstvo magije, zatim Harry Potter |

| Prethodnik:         | Vlasnik Bazgova štapića 1945. - lipanj 1997. | Nasljednik:  |
| Gellert Grindelwald | Vlasnik Bazgova štapića 1945. - lipanj 1997. | Draco Malfoy |

## Vanjske poveznice
- Harry Potter Lexicon